# Ajdin Maksumić
Ajdin Maksumić (ur. 24 lipca 1985 w Konjicu) – bośniacki piłkarz grający na pozycji pomocnika. Od 2017 roku zawodnik niemieckiego FV Bad Vilbel.